# ジャン＝フランソワ・ル・スュール
ジャン＝フランソワ・ル・スュール（ル・シュール、ル・シュウール、ル・スール、Jean-François Le Sueur もしくは Lesueur [ʒɑ̃ fʁɑ̃swa lə sɥœʁ] 1760年2月15日 - 1837年10月6日）は、フランスの作曲家。

## 生涯
ル・スュールはアブヴィルに近いドゥルカの小さな村、プレシエル（Plessiel）に生まれた。一家はピカルディで長く暮らしていた家族で、画家のウスタシュ・ル・スュールは彼の大おじにあたる。ル・スュールははじめ、アブヴィルの大学の教会で聖歌隊に入り、続いて入ったアミアンの大聖堂で音楽の勉強を推し進め、セーの大聖堂では合唱指揮者に任命された。彼はパリへと赴き、サン＝イノサン（Saints-Innocents）教会で合唱指揮者をしていたニコラ・ロゼに和声法を師事した。ル・スュールはディジョン（1779年）、ル・マン（1782年）、トゥール（1783年）と各地の職を歴任した後、ロゼの跡を継いでサン＝イノサンでのポストに就いた。さらに1786年には選考の末、パリのノートルダム大聖堂の音楽監督に就任した。
ル・スュールは被昇天祭に管弦楽を導入するという改革を実行し、大きな成功を収めた。メインの祭典における彼の宗教曲の演奏会は、人が教会の外に溢れるほどの超満員となったが、聖職者の団体からの抵抗を受けるようになってしまった。彼はこれに応える形で「Exposé d'une musique imitative et particulière à chaque solennité」（1787年）という小冊子を発行した。フランス財政危機の折には、大聖堂の修道士会が音楽予算を減額することを決定したが、これによってル・スュールは専門にしていた重要な音楽ミサを諦めざるを得なくなり、彼自身も職を辞すことになった。
ル・スュールは1788年から1792年にかけてはロンドンで暮らしており、フランス革命のさなかのパリへと帰国してフェドー劇場で3つのオペラの公演を成功させた。「La Caverne, ou le Repentir」（1793年）、ジャック＝アンリ・ベルナルダン・ド・サン＝ピエールの非常に有名な小説「」「ポールとヴィルジニー」に着想を得た「Paul et Virginie, ou le Triomphe de la vertu」（1794年）、そして古典的な「Télémaque dans l'île de Calypso, ou le Triomphe de la sagesse」（1796年）である。
ル・スュールは1793年11月21日に国防軍学校の教授に任用され、パリ音楽院が新たに出来ると監督官（Inspecteur）に採用された。メユール、ラングレ、ゴセック、カテルがいる中、ル・スュールの仕事は基礎原理とソルフェージュの指導に限られた。パリのオペラ座で自作オペラ「Ossian, ou Les bardes」、「La mort d'Adam」が上演できず、彼は「Projet d'un plan général de l'instruction musicale en France」という激しい内容の小冊子を発行して音楽院とその教育法、院長を攻撃した。そして1802年9月23日に免職された。
公的な職がなくなり、ル・スュールは貧しい暮らしに陥り始めていた。1804年にナポレオンが、パイジエッロの後任として彼をテュイルリー宮殿の教会楽長に据えることになった。こうして彼は最も有名な作品である「Ossian ou Les bardes」を上演できるようになり、オペラ座でも大きな成功となり、皇帝からも大好評を得た。ナポレオンは、このお気に入りとなったオペラの作者をレジオンドヌール勲章に叙した。ル・スュールはナポレオンの戴冠式のために凱旋行進曲を作曲しており、パイジエッロのミサ曲とかつての師であるロゼの「Vivat」を指揮している。1813年、彼はアンドレ・グレトリに代わって芸術アカデミーの会員となった。
王政復古の時期には、ル・スュールはロイヤル・チャペルの作曲家、オペラ座管弦楽団の指揮者となった。1818年の初頭から、彼はパリ音楽院で作曲を教えるようになった。長年の教員生活の間に、彼の門下からはベルリオーズ、トマ、グノー、ベゾッツィ、マルモンテルらが輩出している。
ル・スュールはパリで77年の生涯を閉じた。

## 作品

### オラトリオ
- Ruth et Noëmi （1811年作曲）
- Ruth et Booz （1811年作曲）
- Debbora
- Rachel
- Oratorio de Noël （クリスマス・オラトリオ）
- 3つの受難オラトリオ
- 戴冠式オラトリオ

### オペラ
| 完成       | タイトル                                                     | 幕数 | 初演                              | 台本                                               |
| ---------- | ------------------------------------------------------------ | ---- | --------------------------------- | -------------------------------------------------- |
| 1793年     | La caverne                                                   | 3幕  | 1793年2月16日、パリ、フェドー劇場 | Paul Dercy作 Alain-René Lesageの「Gil Blas」による |
| 1794年     | Paul et Virginie ou Le Triomphe de la vertu                  | 3幕  | 1794年1月13日、パリ、フェドー劇場 | Alphonse du Congé Dubreuil作 サン＝ピエールによる  |
| 1796年     | Télémaque dans l'île de Calypso ou Le triomphe de la sagesse | 3幕  | 1796年5月11日、パリ、フェドー劇場 | Paul Dercy作                                       |
| 1804年     | Ossian, ou Les bardes                                        | 5幕  | 1804年7月10日、パリ、オペラ座     | Paul DercyとJacques-Marie Deschamps作              |
| 1807年     | L'inauguration du temple de la victoire                      | 1幕  | 1807年1月2日、パリ、オペラ座      | Pierre Baour-Lormian作                             |
| 1807年     | Le triomphe de Trajan [作品の大部分はペルスュイの手による]   | 3幕  | 1807年10月23日、パリ、オペラ座    | Joseph-Alphonse Esménard作                         |
| 1809年     | La mort d'Adam et son apothéose                              | 3幕  | 1809年3月21日、パリ、オペラ座     | Nicolas-François Guillard作 クロプシュトックによる |
| 上演されず | Alexandre à Babylone                                         | 3幕  | 1814年-1825年作曲                 | Pierre Baour-Lormian作                             |